# Luca Guadagnino
Luca Guadagnino (Palermo, 10 de agosto de 1971) es un director, guionista y productor de cine italiano. Nominado al Óscar a la Mejor Película y BAFTA al Mejor Director, por su película Call Me by Your Name (2017), Guadagnino lleva una extensa carrera de más de tres décadas. 
Ganó reconocimiento con su película Melissa P (2005). Ha colaborado en varios proyectos con Tilda Swinton: las películas The Protagonists (1999), Soy el amor  (2010) y Cegados por el sol (2015). Entre sus películas más comerciales se encuentran Challengers (película) (2024) y Suspiria (2018). También ha sido nominado al León de Oro por sus películas: Bones and All (2022) y Queer (2024).

## Biografía
Nacido en Palermo (Italia), el 10 de agosto de 1971, es hijo de padre italiano y madre argelina. Guadagnino pasó su infancia en Etiopía, donde su padre enseñaba Historia. Estudió Literatura primero en la Universidad de Palermo y se graduó después por la Universidad La Sapienza de Roma, en la facultad de Historia y Críticos de Cine, con una tesis sobre el director de cine estadounidense Jonathan Demme.

## Carrera
Guadagnino debutó con el largometraje The Protagonists (1999), que fue proyectado en el Festival de cine de Venecia de 2000. En 2002,  dirigió el documental Mundo Civilizado, presentado a su vez en el Festival de cine de Locarno en 2003. En 2004 presentó su nuevo documental, Cuoco Contadino, en el Festival Internacional de Cine de Venecia, y en 2005 estrenó el largometraje Melissa P., que tuvo una gran acogida por el público y la crítica.
En 2009 escribió, dirigió y produjo la película Io sono l'amore ("Soy el Amor"), presentada en los festivales de cine de Venecia, Berlín, Busan (Corea del Sur) y Sundance (Estados Unidos). La película tuvo un éxito inmediato. En 2010, la cinta de Guadagnino fue candidata a los premios Óscar al mejor Diseño, el Globo de Oro y el BAFTA nombramientos para mejor película en lengua extranjera.
Guadagnino continuó su actividad en 2011 con el documental Inconscio italiano, presentada en el Festival de cine de Locarno. Su trabajo en el documental Bertolucci on Bertolucci (2013), que fue proyectado en el Festival de cine de Venecia, en el Festival de cine de Londres y en el París Cinematheque, además de en otros 50 festivales a lo largo del mundo entre 2013 y 2014. Codirigido con Walter Fasano, el documental fue hecho enteramente con materiales de archivo.
En 2015, Guadagnino dirigió un extraño thriller de carga erótica, A Bigger Splash, con Tilda Swinton, Matthias Schoenaerts, Ralph Fiennes y Dakota Johnson. La película se presentó en el Festival de cine de Venecia de 2015, donde concursó en la competición oficial.

### Producciones
Como productor, trabajó en 2007 con Asia Argento en su película Delfinasia. En 2010 produjo el cortometraje Diarchy, dirigido por Ferdinando Cito Filomarino, que ganó el premio Pianifica en el Festival de cine de Locarno y recibió una mención especial en el Festival de Cine de Sundance en 2011. Además, fue nominado al mejor Cortometraje en los Premios de Cine europeos y ganó el premio al mejor Director en el Nastri d'Argento. 
En 2012, Guadagnino produjo a Edoardo Gabbriellini el largometraje Padroni di casa, presentado en el Festival de cine de Locarno. También en colaboración con Gabbriellini, produjo en 2015 Antonia, el primer largometraje del director italiano, ganador de un premio en el festival de Sundance.
En 2013 prudujo la cinta Adele's Dream, dirigida por Marco Molinelli y Gianni Troilo y en 2014, la película A Rose Reborn, dirigida por Ermenegildo Zegna. En septiembre de 2015, Guadagnino anunció en el Festival Internacional de Cine de Venecia de 2015 sus planes para dirigir un remake de un filme de Dario Argento, Suspiria, con los cuatro actores principales de A Bigger Splash.

### Otras actividades
Guadagnino ha participado en dos ocasiones en el jurado del Torino Film Festival, en 2003 para la sección de Cortometraje y en 2006 en el Jurado Oficial. En 2010, fue miembro del jurado del Festival de cine de Venecia y en 2011, presidente del Festival de cine de Beirut y miembro del jurado del Festival de cine de Locarno.        
Fuera del cine, Guadagnino ha colaborado con la casa de moda italiana Fendi en 2005. En 2012 creó Frenesy, una agencia creativa y de producción para marcas de lujo. En 2014 participó como miembro del jurado en la primera edición del Festival de cine de Moda de Milán, presidido por Franca Sozzani, redactora jefe de Vogue Italia.
En diciembre de 2011, Guadagnino hizo su debut como director de ópera con Falstaff, de Giuseppe Verdi, en el Teatro Filarmónico de Verona, Italia.

## Vida personal
Vive y trabaja en un palazzo del siglo XVII en el centro de la ciudad de Crema, que queda a cuarenta minutos de Milán. Luca es gay. Entre 2009 y 2020 salió con el director Ferdinando Cito Filomarino, quien ha dirigido la segunda unidad de varias de sus películas.

## Filmografía

### Cine
| Año  | Título               | Director | Escritor | Productor | Notas                                                            |
| ---- | -------------------- | -------- | -------- | --------- | ---------------------------------------------------------------- |
| 1999 | The Protagonists     | Sí       | Sí       |           |                                                                  |
| 2005 | Melissa P.           | Sí       | Sí       |           | Coescrito junto a Barbara Alberti y Cristiana Farina             |
| 2009 | I Am Love            | Sí       | Sí       | Sí        | Coescrita junto a Barbara Alberti, Ivan Cotroneo y Walter Fasano |
| 2012 | Padroni di casa      |          |          | Sí        |                                                                  |
| 2015 | Antonia.             |          |          | Sí        |                                                                  |
| 2015 | Cegados por el sol   | Sí       |          | Sí        |                                                                  |
| 2017 | Call Me by Your Name | Sí       |          | Sí        |                                                                  |
| 2018 | Suspiria             | Sí       |          | Sí        |                                                                  |
| 2020 | Born to Be Murdered  |          |          | Sí        |                                                                  |
| 2022 | Hasta los huesos     | Sí       |          | Sí        |                                                                  |
| 2024 | Challengers          | Sí       |          | Sí        |                                                                  |
| 2024 | Queer                | Sí       |          | Sí        | [ 7 ]                                                            |
| 2025 | After the Hunt       | Sí       |          | Sí        |                                                                  |
| TBA  | Sgt. Rock            | Sí       |          |           |                                                                  |

| Año  | Título                                                | Director | Escritor | Productor | Notas                      |
| ---- | ----------------------------------------------------- | -------- | -------- | --------- | -------------------------- |
| 2003 | Mundo civilizado                                      | Sí       |          |           |                            |
| 2003 | The Making of Lotus                                   | Sí       |          |           |                            |
| 2004 | Cuoco contadino                                       | Sí       | Sí       |           |                            |
| 2008 | The Love Factory No. 3 Pippo Delbono – Bisogna morire | Sí       | Sí       | Sí        |                            |
| 2011 | Inconscio italiano                                    | Sí       |          |           |                            |
| 2013 | Bertolucci on Bertolucci                              | Sí       |          | Sí        | Dirigida con Walter Fasano |
| 2014 | Belluscone: A Sicilian Story                          |          |          | Sí        | Productor asociado         |
| 2016 | Ombre dal fondo                                       |          |          | Sí        |                            |
| TBA  | Salvatore Ferragamo: The Shoemaker of Dreams          | Sí       |          |           | En posproducción           |

| Año  | Título                          | Director | Escritor | Productor | Notas      |
| ---- | ------------------------------- | -------- | -------- | --------- | ---------- |
| 1997 | Qui                             | Sí       |          |           |            |
| 2000 | L'uomo risacca                  | Sí       |          |           |            |
| 2001 | Au Revoir                       | Sí       | Sí       |           |            |
| 2002 | Rosso                           |          |          | Sí        |            |
| 2002 | Tilda Swinton: The Love Factory | Sí       |          |           | Documental |
| 2004 | Arto Lindsay Perdoa a Beleza    | Sí       |          |           | Documental |
| 2007 | Part Deux                       | Sí       |          |           |            |
| 2007 | Delfinasia                      |          |          | Sí        |            |
| 2010 | Diarchia                        |          |          | Sí        |            |
| 2010 | Chronology                      | Sí       | Sí       |           |            |
| 2019 | The Staggering Girl             | Sí       |          | Sí        |            |

### Televisión
| Año  | Título            | Director | Escritor | Productor | Notes                                                |
| ---- | ----------------- | -------- | -------- | --------- | ---------------------------------------------------- |
| 2020 | We Are Who We Are | Sí       | Sí       | Sí        | Coescrita junto a Paolo Giordano y Francesca Manieri |

### Publicidad
| Año  | Título          | Director | Escritor | Productor | Notas                                        |
| ---- | --------------- | -------- | -------- | --------- | -------------------------------------------- |
| 2012 | Destinée        | Sí       |          |           | Cartier                                      |
| 2012 | Here            | Sí       | Sí       |           | Anuncio de 15 minutos de hoteles Starwood    |
| 2012 | One Plus One    | Sí       |          |           | Anuncio de 3 minutos de Giorgio Armani       |
| 2012 | The Switch      |          |          | Sí        | Anuncio de 2 minutos de Tod's                |
| 2013 | Adele's Dream   |          |          | Sí        | Anuncio de 3 minutos de Fendi                |
| 2013 | Walking Stories | Sí       |          | Sí        | Anuncio de 21 minutos de Salvatore Ferragamo |
| 2014 | A Rose Reborn   |          |          | Sí        | Anuncio de 19 minutos de Ermenegildo Zegna   |

## Premios y distinciones
Premios Óscar
| Año  | Categoría      | Película             | Resultado |
| ---- | -------------- | -------------------- | --------- |
| 2018 | Mejor película | Call Me by Your Name | Nominado  |

| Año  | Premio                                                | Categoría                                        | Trabajo                  | Resultado     | Ref.          |
| ---- | ----------------------------------------------------- | ------------------------------------------------ | ------------------------ | ------------- | ------------- |
| 1999 | Festival Internacional de Cine de Venecia             | Premio FEDIC-Mención especial                    | The Protagonists         | Ganador       | [ 10 ]        |
| 2008 | Turin Film Festival                                   | Mejor película documental italiana               | The Love Factory No. 3   | Ganador       |               |
| 2009 | Festival Internacional de Cine de Venecia             | Queer Lion                                       | I Am Love                | Nominado      | [ 11 ]        |
| 2010 | Berlin Film Festival                                  | Mejor largometraje                               | I Am Love                | Nominado      | [ 12 ]        |
| 2010 | Boulder International Film Festival                   | Mejor largometraje                               | I Am Love                | Ganador       | [ 13 ]        |
| 2010 | Nastro D'Argento Awards                               | Mejor historia original                          | I Am Love                | Nominado      |               |
| 2010 | Santa Barbara International Film Festival             | Mejor película internacional                     | I Am Love                | Nominado      | [ 14 ]        |
| 2011 | Alliance of Women Film Journalists Awards             | Mejor película en idioma no inglés               | I Am Love                | Nominado      | [ 15 ]        |
| 2011 | British Academy Film Awards                           | Mejor película en el idioma no inglés            | I Am Love                | Nominado      | [ 16 ]        |
| 2011 | Broadcast Film Critics Association Awards             | Mejor película en idioma extranjero              | I Am Love                | Nominado      | [ 17 ]        |
| 2011 | Golden Globe Awards                                   | Mejor película en idioma extranjero              | I Am Love                | Nominado      | [ 18 ]        |
| 2014 | Nastro D'Argento Awards                               | Mejor documental sobre cine                      | Bertolucci on Bertolucci | Nominado      |               |
| 2015 | Festival Internacional de Cine de Venecia             | León de Oro                                      | A Bigger Splash          | Nominado      | [ 19 ]        |
| 2015 | Soundtrack Stars Award                                | Mejor banda sonora                               | A Bigger Splash          | Ganador       |               |
| 2015 | Soundtrack Stars Award                                | Mejor presupuesto innovador                      | A Bigger Splash          | Ganador       |               |
| 2017 | Persona del año por la revista LGBT The Advocate      | Persona del año por la revista LGBT The Advocate |                          | Finalista     | [ 20 ]        |
| 2017 | Adelaide Film Festival                                | Mejor largometraje                               | Call Me by Your Name     | Nominado      | [ 21 ]        |
| 2017 | Berlin International Film Festival                    | Mejor largometraje                               | Call Me by Your Name     | Nominado      | [ 22 ]        |
| 2017 | Chéries-Chéris Film Festival                          | Mejor largometraje                               | Call Me by Your Name     | Ganador       | [ 23 ]        |
| 2017 | Chicago Film Critics Association Awards               | Mejor película                                   | Call Me by Your Name     | Nominado      | [ 24 ]        |
| 2017 | Chicago Film Critics Association Awards               | Mejor director                                   | Call Me by Your Name     | Nominado      | [ 24 ]        |
| 2017 | Dallas–Fort Worth Film Critics Association Awards     | Mejor película                                   | Call Me by Your Name     | Cuarto lugar  | [ 25 ]        |
| 2017 | Florida Film Critics Circle Awards                    | Mejor película                                   | Call Me by Your Name     | Nominado      | [ 26 ]        |
| 2017 | Ghent International Film Festival                     | Mejor película                                   | Call Me by Your Name     | Nominado      | [ 27 ]        |
| 2017 | Gotham Independent Film Awards                        | Mejor largometraje                               | Call Me by Your Name     | Ganador       | [ 28 ]        |
| 2017 | Gotham Independent Film Awards                        | Audience Award                                   | Call Me by Your Name     | Nominado      | [ 28 ]        |
| 2017 | IndieWire Critics Poll                                | Mejor película                                   | Call Me by Your Name     | Séptimo lugar | [ 29 ]        |
| 2017 | IndieWire Critics Poll                                | Mejor director                                   | Call Me by Your Name     | Segundo lugar | [ 29 ]        |
| 2017 | Lisbon & Estoril Film Festival                        | Mejor película                                   | Call Me by Your Name     | Ganador       | [ 30 ]        |
| 2017 | Lisbon & Estoril Film Festival                        | Premio de la audiencia                           | Call Me by Your Name     | Nominado      | [ 30 ]        |
| 2017 | Ljubljana International Film Festival                 | Mejor largometraje                               | Call Me by Your Name     | Ganador       | [ 31 ]        |
| 2017 | Los Angeles Film Critics Association Awards           | Mejor película                                   | Call Me by Your Name     | Ganador       | [ 32 ]        |
| 2017 | Los Angeles Film Critics Association Awards           | Mejor director                                   | Call Me by Your Name     | Ganador       | [ 32 ]        |
| 2017 | National Board of Review Awards                       | Top Ten de los Filmes del Año                    | Call Me by Your Name     | Ganador       | [ 33 ]        |
| 2017 | Melbourne International Film Festival                 | Mejor narrativa                                  | Call Me by Your Name     | Ganador       | [ 34 ]        |
| 2017 | Miskolc International Film Festival                   | Emeric Pressburger Award                         | Call Me by Your Name     | Ganador       | [ 35 ]        |
| 2017 | Online Film Critics Society Awards                    | Mejor película                                   | Call Me by Your Name     | Nominado      | [ 36 ]        |
| 2017 | San Diego Film Critics Society Awards                 | Mejor película                                   | Call Me by Your Name     | Nominado      | [ 37 ]        |
| 2017 | San Francisco Film Critics Circle Awards              | Mejor película                                   | Call Me by Your Name     | Nominado      | [ 38 ]        |
| 2017 | Festival internacional de San Sebastián               | Mejor película                                   | Call Me by Your Name     | Nominado      | [ 39 ]        |
| 2017 | St. Louis International Film Festival                 | Audience Choice Award                            | Call Me by Your Name     | Ganador       | [ 40 ]        |
| 2017 | Sydney Film Festival                                  | Premio de la audiencia                           | Call Me by Your Name     | Segundo lugar | [ 41 ]        |
| 2017 | Toronto International Film Festival                   | People's Choice Award                            | Call Me by Your Name     | Tercer lugar  | [ 42 ]        |
| 2017 | Village Voice Film Poll                               | Mejor director                                   | Call Me by Your Name     | Cuarto lugar  | [ 43 ]        |
| 2017 | Washington D. C. Area Film Critics Association Awards | Mejor película                                   | Call Me by Your Name     | Nominado      | [ 44 ]        |
| 2018 | AACTA International Awards                            | Mejor dirección                                  | Call Me by Your Name     | Nominado      | [ 45 ]        |
| 2018 | American Film Institute Awards                        | Top diez de filmes del año                       | Call Me by Your Name     | Ganador       | [ 46 ]        |
| 2018 | Amanda Awards                                         | Mejor filme extranjero                           | Call Me by Your Name     | Nominado      | [ 47 ]        |
| 2018 | Austin Film Critics Association Awards                | Mejor filme                                      | Call Me by Your Name     | Nominado      | [ 48 ]        |
| 2018 | British Academy Film Awards                           | Mejor película                                   | Call Me by Your Name     | Nominado      | [ 49 ]        |
| 2018 | British Academy Film Awards                           | Mejor dirección                                  | Call Me by Your Name     | Nominado      | [ 49 ]        |
| 2018 | Critics' Choice Movie Awards                          | Mejor director                                   | Call Me by Your Name     | Nominado      | [ 50 ]        |
| 2018 | Dorian Awards                                         | Filme del año                                    | Call Me by Your Name     | Ganador       | [ 51 ]        |
| 2018 | Dorian Awards                                         | Director del año (en película y televisión)      | Call Me by Your Name     | Nominado      | [ 51 ]        |
| 2018 | Dorian Awards                                         | Filme LGBTQ del año                              | Call Me by Your Name     | Ganador       | [ 51 ]        |
| 2018 | Empire Awards                                         | Mejor película                                   | Call Me by Your Name     | Nominado      | [ 52 ]        |
| 2018 | European Film Awards                                  | Elección de la audiencia a Mejor película        | Call Me by Your Name     | Ganador       | [ 53 ]        |
| 2018 | Georgia Film Critics Association Awards               | Mejor película                                   | Call Me by Your Name     | Nominado      | [ 54 ]        |
| 2018 | Gold Derby Awards                                     | Mejor película                                   | Call Me by Your Name     | Ganador       | [ 55 ]        |
| 2018 | Gold Derby Awards                                     | Mejor director                                   | Call Me by Your Name     | Nominado      | [ 55 ]        |
| 2018 | Ciak d'oro                                            | Mejor película                                   | Call Me by Your Name     | Ganador       | [ 56 ]        |
| 2018 | Ciak d'oro                                            | Mejor productor                                  | Call Me by Your Name     | Nominado      | [ 56 ]        |
| 2018 | Golden Globe Awards                                   | Mejor película de drama                          | Call Me by Your Name     | Nominado      | [ 57 ]        |
| 2018 | Houston Film Critics Society Awards                   | Mejor película                                   | Call Me by Your Name     | Nominado      | [ 58 ]        |
| 2018 | Independent Spirit Awards                             | Mejor filme                                      | Call Me by Your Name     | Nominado      | [ 59 ]        |
| 2018 | Independent Spirit Awards                             | Mejor director                                   | Call Me by Your Name     | Nominado      | [ 59 ]        |
| 2018 | International Cinephile Society Awards                | Mejor película                                   | Call Me by Your Name     | Ganador       | [ 60 ]        |
| 2018 | International Cinephile Society Awards                | Mejor director                                   | Call Me by Your Name     | Finalista     | [ 60 ]        |
| 2018 | London Film Critics' Circle Awards                    | Película del año                                 | Call Me by Your Name     | Nominado      | [ 61 ]        |
| 2018 | London Film Critics' Circle Awards                    | Director del año                                 | Call Me by Your Name     | Nominado      | [ 61 ]        |
| 2018 | Los Angeles Italia Film Festival                      | Premio a la excelencia                           | Call Me by Your Name     | Ganador       | [ 62 ]        |
| 2018 | Nastro d'Argento Awards                               | Mejor filme                                      | Call Me by Your Name     | Nominado      | [ 63 ]        |
| 2018 | Nastro d'Argento Awards                               | Mejor director                                   | Call Me by Your Name     | Nominado      | [ 63 ]        |
| 2018 | Producers Guild of America Awards                     | Mejor película de cine                           | Call Me by Your Name     | Nominado      | [ 64 ]        |
| 2018 | Satellite Awards                                      | Mejor película                                   | Call Me by Your Name     | Nominado      | [ 65 ]        |
| 2018 | Venice Film Festival                                  | León de Oro                                      | Suspiria                 | Nominado      | [ 66 ] [ 67 ] |
| 2018 | Venice Film Festival                                  | Queer Lion                                       | Suspiria                 | Nominado      | [ 66 ] [ 67 ] |
| 2019 | Independent Spirit Awards                             | Premio Robert Altman                             | Suspiria                 | Ganador       | [ 68 ]        |
| 2022 | Independent Spirit Awards                             | Mejor película                                   | Bones and All            | Nominado      | [ 69 ]        |
| 2022 | Festival Internacional de Cine de Venecia             | León de Plata                                    | Bones and All            | Nominado      | [ 70 ]        |
| 2022 | Festival Internacional de Cine de Venecia             | León de Oro                                      | Bones and All            | Nominado      | [ 70 ]        |
| 2024 | Festival Internacional de Cine de Venecia             | León de Oro                                      | Queer                    | Nominado      | [ 71 ]        |
| 2024 | Festival Internacional de Cine de Venecia             | Queer Lion                                       | Queer                    | Nominado      | [ 71 ]        |